# Julien Caraz
Julien Caraz, beter bekend als Monster X, is een in Frankrijk geboren maar in Engeland woonachtige elektronischemuziekartiest. Naast het maken van muziek is hij geluidmaker voor radio en televisie en schrijft hij plug-ins voor Native Instruments' Reaktor. 
Caraz begon muziek te maken als zanger/bassist/sampler in een twaalfkoppige metalband maar besloot later solo verder te gaan en de stijl te wijzigen naar breakcore met IDM- en funkinvloeden. Zijn debuutsingle kwam uit in 2007. Nadat een optreden uitliep op een vechtpartij tussen punks, vertrok Caraz naar Engeland.
Monster X trad in Nederland op bij Not your monkey Not your robot in Willemeen in Arnhem, Club r_AW in Amstelveen en Langweiligkeit in Den Haag.